# Theodor-Wolff-Park
Der Theodor-Wolff-Park liegt im Berliner Ortsteil Kreuzberg zwischen Friedrichstraße, Franz-Klühs-Straße, Rahel-Varnhagen-Promenade und Wilhelmstraße.

## Geschichte
Der Park entstand im Rahmen der Internationalen Bauausstellung, mit der das Gebiet in der Südlichen Friedrichstadt entwickelt werden sollte. Geplant war, die Fläche gemeinsam mit den angrenzenden Straßen mit einer typischen Berliner Blockrandbebauung zu versehen. Dazu wurde 1981 ein internationaler engerer Wettbewerb Wilhelmstraße durchgeführt. Die Preisträger Bassenge, Puhan-Schulz und Partner sowie Rave und Partner überarbeiteten daraufhin das Blockkonzept. Nach Protesten der Anwohner wurde der Flächennutzungsplan allerdings abgeändert und im südlichen Teil eine Grünfläche vorgesehen.

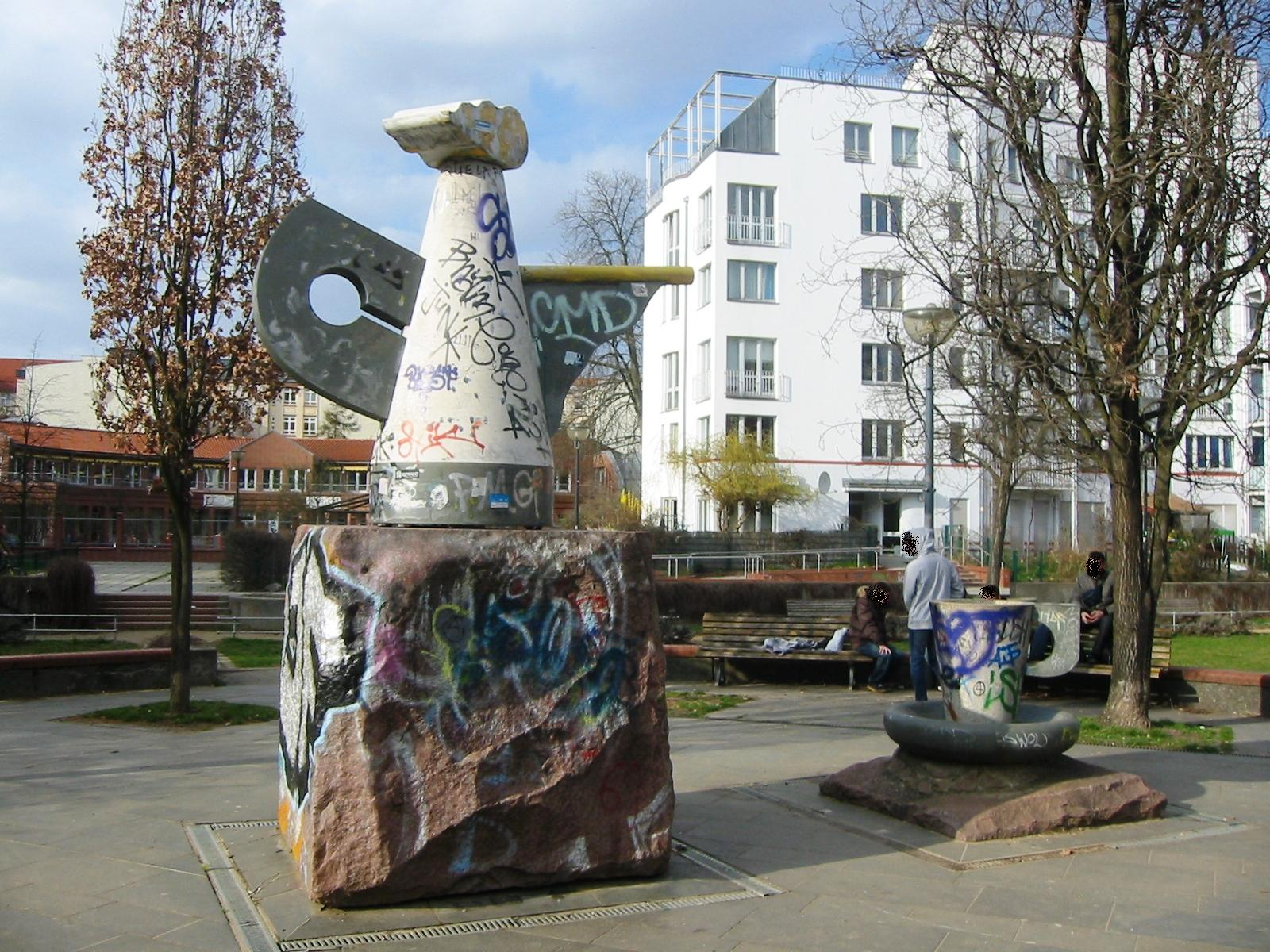
Schmuckbrunnen ohne Wasser (Nichtgeburtstagsbrunnen)

Nun wurde erneut ein Wettbewerb ausgelobt, dieses Mal unter dem Titel Parkanlagen in der südlichen Friedrichstadt. Der erste Preis ging an die Architekten Regina Poly und Dieter Pfannenstiel. 1985 begannen sie mit der Planung, die 1988 umgesetzt wurde. Als Erholungspark sollte er zusammen mit anderen Parks, wie dem Besselpark die Lücken füllen, die durch die nicht realisierte Stadtautobahn (die geplante Südtangente) längere Zeit offen geblieben waren. Zu Ehren des jüdischen Journalisten und Schriftstellers Theodor Wolff wurde der Park am 23. September 1993 – dem 50. Todestag Wollfs – in Theodor-Wolff-Park benannt.
Das Investitionsvolumen des Landes Berlin in den Jahren 1986–1990 betrug rund 2,36 Millionen Mark (kaufkraftbereinigt in heutiger Währung: rund 2,41 Millionen Euro).

## Nutzung im 21. Jahrhundert
Bei Annäherung an den Park fallen die zwei bogenförmigen Säulengänge auf. In der Mitte des Parks wurde ein dreiecksförmiger Rasen angelegt, der von Steinen und Hecken umrandet wird. In westlicher Richtung wird der Park durch einen Bolzplatz begrenzt. Am östlichen Ende in Richtung Friedrichstraße ließ die Bezirksverwaltung eine Gedenktafel an Theodor Wolff anbringen.
Im Jahr 1991 wurde zur Verschönerung in der Mitte des Parks ein Brunnen mit dem Titel Kanne mit Tasse aufgestellt. Andere Quellen bezeichnen ihn als Nichtgeburtstagsbrunnen. Entworfen hat das Kunstwerk der Bildhauer Heinrich Brummack. Zu den beiden Objekten gehört noch der etwas entfernt aufgestellte Tisch mit einem im gleichen Maßstab gefertigten Becher. Die Darstellung soll eine Erzählung aus dem Märchen Alice im Wunderland illustrieren. Geplant war, dass aus der Kanne ein Wasserstrahl über die Köpfe der Passanten hinweg in eine benachbarte Tasse fließen sollte. Der Brunnen ist seit langer Zeit nicht in Betrieb (Stand: 2015). Am 18. Juli 2007 wurde eine Boulebahn eröffnet. Der Park ist „aufgrund seiner besonderen künstlerischen und städtebaulichen Ausgestaltung“ seit 2014 ein Gartendenkmal.